# Media Maratón de Barranquilla
La Media Maratón de Barranquilla es una competencia atlética anual que se realiza sobre una distancia de 42 km para la categoría élite, seguida de 21, 10 y 5 km, en las principales calles de la ciudad de Barranquilla, Colombia. Se celebra en el mes de abril y se le considera uno de los mejores eventos de atletismo a nivel local y nacional.
La primera edición de disputó en 2016 y contó con la participación de 4500 atletas nacionales e internacionales. En el palmarés del evento figuran atletas keniatas y colombianos, tanto en la rama masculina como la femenina. Durante la última competición celebrada en marzo de 2024 participaron 10 000 atletas nacionales e internacionales y se entregó una bolsa de premios de $66 millones de pesos.

## Organización y recorrido
Los principales organizadores del evento son el Club Deportivo Free Triathlon y la Universidad de la Costa y cuenta con el apoyo de la Alcaldía de Barranquilla. La carrera inicia en el sitio emblemático del Gran Malecón Puerta de Oro y continua por otros lugares icónicos de la ciudad como el estadio Édgar Rentería, Complejo Cultural de la Antigua Aduana, Centro de Eventos del Caribe, el monumento de la Ventana al mundo, el Zoológico de Barranquilla, Teatro Amira de la Rosa, entre otros.

## Ganadores
| Año  | Ganador masculino                            | Registro                                     | Ganador femenino                             | Registro                                     | Ref.                                         |                                              |
| ---- | -------------------------------------------- | -------------------------------------------- | -------------------------------------------- | -------------------------------------------- | -------------------------------------------- | -------------------------------------------- |
| 2016 | Bisluke Kipkorir                             | 1:03:53                                      | Sandra Rojas                                 | 1:20:52                                      | [ 6 ]                                        |                                              |
| 2017 | Santiago Zerda                               | 1:09:43                                      | Ana Joaquina Rondón                          | 1:27:00                                      | [ 7 ]                                        |                                              |
| 2018 | Gerard Giraldo                               | 1:08:08                                      | Sandra Rosas                                 | 1:19:27                                      | [ 8 ]                                        |                                              |
| 2019 | Cosmas Rotich                                | 1:10:07                                      | Emmaculate Jebet                             | 1:21:37                                      | [ 9 ]                                        |                                              |
| 2020 | Juan Carlos Cardona                          | 2:33:22                                      | Palmenia Agudelo                             | 2:57:07                                      | [ 10 ]                                       |                                              |
| 2021 | Evento cancelado por la pandemia de COVID-19 | Evento cancelado por la pandemia de COVID-19 | Evento cancelado por la pandemia de COVID-19 | Evento cancelado por la pandemia de COVID-19 | Evento cancelado por la pandemia de COVID-19 | Evento cancelado por la pandemia de COVID-19 |
| 2022 | Jeisson Suárez                               | 1:06:48                                      | Briyitte Forero                              | 1:22:26                                      | [ 11 ]                                       |                                              |
| 2023 | Wilson Sáenz                                 | 2:28:19                                      | Briyitte Forero                              | 3:00:41                                      | [ 12 ]                                       |                                              |
| 2024 | Mario Patiño                                 | 2:20:15                                      | Ana Joaquina Rondón                          | 2:57:34                                      | [ 3 ]                                        |                                              |
| 2025 | Dickson Kimeli                               | 2:29:42                                      | Kellys Arias Figueroa                        | 3:06:47                                      | [ 13 ]                                       |                                              |

| Indica récord absoluto de la competición. |